# Argyranthemum thalassophilum
Argyranthemum thalassophilum é uma espécie de planta com flor pertencente à família Asteraceae. 
A autoridade científica da espécie é (Svent.) Humphries, tendo sido publicada em Bull. Brit. Mus. (Nat. Hist.), Bot. 5(4): 209. 1976.

## Portugal
Trata-se de uma espécie presente no território português, nomeadamente no Arquipélago da Madeira.
Em termos de naturalidade é endémica da região atrás referida.

## Protecção
Encontra-se protegida por legislação portuguesa ou da Comunidade Europeia, nomeadamente pelo Anexo II e IV da Directiva Habitats.